# Stazione di M3 Parkway
La stazione di M3 Parkway è una stazione ferroviaria che fornisce servizio nella contea di Meath, Irlanda. Fu aperta il 3 settembre 2010. Attualmente la linea che vi passa è il Western Commuter della Dublin Suburban Rail. Dal 2015 passerà anche la linea 2 della Dublin Area Rapid Transit. Adiacente vi è un parcheggio da 1200 posti. Nel 2005 il governo irlandese annunciò che, come parte del piano Transport 21, la ferrovia Dublino–Navan sarebbe stata riaperta per treni passeggeri in due fasi, la prima iniziante il 3 settembre 2010. La linea in questione fu chiusa nel 1963.
A differenza però della stazione precedente, quella di Dunboyne, quella di M3 fu costruita ex novo e non sulla base di strutture preesistenti.

## Servizi
- Servizi igienici
- Capolinea autolinee
- Biglietteria a sportello
- Biglietteria self-service
- Distribuzione automatica cibi e bevande